# جرج ایسر
جرج ایسر (به انگلیسی: George Eyser) ورزشکار مرد رشتهٔ ژیمناستیک اهل کشور ایالات متحده آمریکا است. وی در بین سال‌های ‎۱۹۰۴ میلادی در مسابقات بازی‌های المپیک تابستانی در مجموع ۶ مدال، شامل ۳ مدال طلا و ۲ نقره و ۱ برنز را کسب کرد.